# Ferenta cacica
Ferenta cacica là một loài bướm đêm trong họ Noctuidae.